# Zemiropsis rosadoi
Zemiropsis rosadoi is een slakkensoort uit de familie van de Babyloniidae. De wetenschappelijke naam van de soort is voor het eerst geldig gepubliceerd in 1998 door Bozzetti.